# Танака Сьохей
Тана́ка Сьо́хей (яп. 田中正平, たなかしょうへい; 1862—1945) — японський науковець, фізик, музичний теоретик. 

## Життєпис
Народився в префектурі Хьоґо. 
Стажувався в Німеччині під керівництвом Германа фон Гельмгольца. 
Вивчав теорію натурального строю звукоряду, винайшов орган натурального строю. Сприяв розвитку досліджень теорії музики в Японії. Писав японською і німецькою. 
Автор праць «Дослідження натурального строю», «Основи японської музичної гармонії» та інших.